# Гаева, Радка
Радка Петрова Гаева (4 мая 1930) — болгарская певица (контральто).
Окончила музыкальное училище в Варне, затем занималась под руководством Констанцы Кировой. Лауреат Международного музыкального фестиваля «Пражская весна» (1954). В 1956—1957 гг. стажировалась в СССР, в 1959—1961 гг. в Италии. Дебютировала на сцене Варненской оперы в 1949 г. в партии Магдалены («Риголетто» Верди), с 1953 г. солистка Софийского Национального академического театра оперы и балета. Среди наиболее известных партий — Кармен в «Кармен» Бизе, Нежата в «Садко» Римского-Корсакова, Марфа в «Хованщине» Мусоргского.